# 1420-ті
Пізнє Середньовіччя  •  Реконкіста  •  Столітня війна  •  Гуситські війни

## Події
Велике князівство Литовське розширило свої володіння до Чорного моря.
У ході Столітньої війни стався перелом, пов'язаний з постаттю Жанни д'Арк. На початку десятиліття англійський король Генріх V одружився з донькою французького короля Карла VI, і його було проголошено спадкоємцем французького трону, але обидва королі у 1422-му померли. Було проголошено два королі: в Парижі — Генріха VI, в Буржі — Карла VII. Близько 1424 Жанна д'Арк отримала видіння з велінням прогнати англійців з Франції й привести на трон дофіна Карла. 1429 року під її проводом було знято облогу Орлеана, а Карла VII було коронвано в Реймсі.
У Чехії тривали Гуситські війни. 1420 року папа Мартін V оголосив перший хрестовий похід проти гуситів, але хрестоносці зазнали  поразки. Гусити сформулювали свою програму у вигляді «12 празьких статей». Всього до кінця десятиліття було оголошено чотири хрестові походи. Гусити розділилися на поміркованих чашників та радикальних таборитів.
У 1428 році сформувався Ацтецький потрійний союз, відомий також як Імперія ацтеків.

## Монархи
- Королем Леону й Кастилії був Хуан II.
- Королем Арагону був Альфонсо V.
- Османським султаном до травня 1421 року був Мехмед I, надалі султаном став його син Мурад II
- Королем Польщі був Владислав II Ягайло.
- Королем Угорщини був Сигізмунд Люксембург.
- Королем Англії до серпня 1422 року був Генріх V, йому спадкував Генріх IV.

## Народились
- 1420, Томас Торквемада — іспанський інквізитор
- 1421, Карл IV — король Наварри
- 1424, Владислав III Варненчик — польський та угорський король
- 1429, Джентіле Белліні — італійський художник

## Померли
- 1420, Михайло І Басараб — господар Волощини
- 1423, Іоасаф Метеорит — сербський правитель Епіру, православний святий
- 1424, Ян Жижка — чеський полководець
- 1425, Мануїл II — імператор Візантії
- 1428, Імператор Сьоко — імператор Японії
- 1428, Андрій Рубльов — московський художник